# Eumerus atrovarius
Eumerus atrovarius är en tvåvingeart som beskrevs av Speiser 1913. Eumerus atrovarius ingår i släktet månblomflugor, och familjen blomflugor. Inga underarter finns listade i Catalogue of Life.